# أل شو
أل شو (بالإنجليزية: Al Shaw)‏ هو لاعب كرة قاعدة أمريكي، ولد في 1 مارس 1881 في توليدو في الولايات المتحدة، وتوفي في 30 ديسمبر 1974 في دانفيل في الولايات المتحدة.

## وصلات خارجية
- أل شو على موقعبيزبول رفرنس.كوم (الدوري الرئيسي) (الإنجليزية)
- أل شو على موقعبيزبول رفرنس.كوم (الدوري الثانوي) (الإنجليزية)